# Euophrys sutrix
Também conhecidas como "aranhas papa-moscas". São um dos principais predadores da mosca da fruta em pomares de pessegueiros em Porto Alegre, Rio Grande do Sul.